# Первая российская олимпиада
Первая российская олимпиада (также Первая русская олимпиада) — олимпиада, которая прошла в Киеве с 20 августа (2 сентября) по 24 августа 1913 года. В программу олимпийских соревнований вошли: футбол, десятиборье, бег с препятствиями, гонки на велосипедах, гимнастика и другие виды спорта. В церемонии приняло участие 639 человек из 15 спортивных организаций, а за их выступлениями наблюдали 10 тысяч зрителей.

## Организация игр
На Олимпийских играх 1912 года в Стокгольме российская команда атлетов заняла среди 18 стран-участниц предпоследнее место. Чтобы не допустить таких провалов в будущем, великий князь Дмитрий Павлович, возглавлявший российскую команду атлетов на Олимпийских играх 1912 года, распорядился каждый год проводить в России свои олимпиады. Первым городом, где было решено провести «пробную мобилизацию всех русских спортивных сил», стал Киев.
Подготовкой игр занимался оргкомитет во главе с известным киевским атлетом Александром Анохиным. Помимо него в состав входили секретарь отдела физического воспитания, спорта и охоты в рамках устраиваемой Всероссийской сельскохозяйственной, фабрично-заводской и торгово-промышленной выставки М. И. Розенталь, известные спортсмены и деятели города.
Спортивный комитет выделил специально для организации соревнования 10 тысяч рублей. В Киеве был сооружён первый стационарный стадион, который получил название «Спортивное поле». Торжественное открытие стадиона прошло 12 августа 1912 года. На стадионе, на специальной возвышенности, была установлена ложа для высоких вельмож. Места для сидения зрителей оценивали по тому, насколько далеко они были от ложи, и начинались от 5 рублей вплоть до 75 копеек за одно место.
На открытии игр присутствовали великий князь Дмитрий Павлович, главнонаблюдающий за физическим развитием народонаселения Российской империи генерал-майор Владимир Воейков, председатель Российского олимпийского комитета Вячеслав Срезневский, киевский генерал-губернатор  Фёдор Трепов, командующий киевским военным округом генерал Николай Иванов, председатель оргкомитета Александр Анохин.

## Результаты

### Распределение медалей
Всего было 81 призовых места:
- спортсмены из Киева завоевали 37;
- спортсмены из Санкт-Петербурга — 33;
- рижане — 6;
- москвичи — 5.

### Рекорды
На олимпиаде был побит мировой рекорд и восемь всероссийских рекордов. Мировой рекорд был побит в лёгкой атлетике, когда Наталия Попова (по другим источникам — Нина) из киевского клуба «Сокол» пробежала 100 м за 13,1 секунды. По другим источникам — мировые рекорды стали фиксировать только пять лет спустя, первым стал результат 13,2 с.
Кроме этого:
- В эстафетном беге 4×400 с результатом 3 минуты 54,4 секунды победили киевляне из кружка «Спорт».
- В прыжках в длину киевлянин Борис Баланевич прыгнул на 3 м 02 см.
- В прыжках в длину с разбега киевлянин Карл Вешке прыгнул на 6 м 24 см[6][7].
- Владимир Романов прыгнул в высоту на 175 см[8].
- В тяжёлой атлетике рижанин Ян Краузе установил целый ряд рекордов: одной рукой толкнул 230 фунтов (94,19 кг), в рывке двумя руками — 250 фунтов (102,38 кг), в жиме — 233 (95,42 кг) и в толчке двумя руками — 320 (131,04 кг).

## Факты
- С Киевской олимпиады берёт своё начало история марафонского бега в России — забег на дистанцию в 38 вёрст 56 саженей (40,7 км).
- На олимпиаде впервые в истории спорта Российской империи в соревнованиях участвовали женщины[2].
- Во время олимпиады Пётр Нестеров впервые в мире выполнил мёртвую петлю[2].
- Через год, в июле 1914 года, в Риге прошли игры Второй Русской олимпиады. Проведению Третьей олимпиады в Санкт-Петербурге помешала Первая мировая война.